# 아맛 수라지
아맛 수라지(인도네시아어: Ahmad Suradji, 1949년 1월 10일 ~ 2008년 7월 10일)는 인도네시아의 연쇄살인범이다. 1986년에서 1997년 사이에 42명을 살해했는데 살인 동기는 죽은 아버지가 꿈에서 나타나서 만약 네가 70명의 여성을 죽이고 그들의 타액을 마시면 신비한 치유자가 될 수 있다는 말 때문이라고 한다. 1997년 5월 2일 경찰 당국에 체포되어 법원으로부터 사형을 선고받았고 2008년 7월 10일 처형되었다.